# Biopsija
Biopsíja pomeni v medicini odvzem vzorca tkiva iz živega telesa za mikroskopsko preiskavo.
Odvzete celice ali tkivo običajno pregleda pod mikroskopom patolog, lahko pa se analizira kemijsko. 

## Etimologija
Beseda biopsija je grškega izvora in je izpeljana iz besed bios = življenje in opsis = vid.
Besedo je v medicinsko okolje vpeljal leta 1879 francoski dermatolog Ernest Besnier.